# Staré Hutě
Staré Hutě är en ort i Tjeckien.   Den ligger i distriktet Okres Uherské Hradiště och regionen Zlín, i den östra delen av landet, 230 km sydost om huvudstaden Prag. Staré Hutě ligger 394 meter över havet och antalet invånare är 150.
Terrängen runt Staré Hutě är kuperad åt sydost, men åt nordväst är den platt. Runt Staré Hutě är det ganska tätbefolkat, med 179 invånare per kvadratkilometer. Närmaste större samhälle är Uherské Hradiště, 14,8 km öster om Staré Hutě. Trakten runt Staré Hutě består till största delen av jordbruksmark.